# Tavole pruteniche
Le Tavole pruteniche (Latino: Tabulae prutenicae; tedesco: Prutenische oder Preußische Tafeln), sono effemeridi (tavole astronomiche) pubblicate nel 1551 dall'astronomo Erasmus Reinhold. Sono anche note come Tavole prussiane in onore di Alberto I, Duca di Prussia, che sostenne Reinhold e finanziò la pubblicazione. Reinhold calcolò questa nuova serie di tavole astronomiche basandosi sul De revolutionibus orbium coelestium di Niccolò Copernico, epocale esposizione dell'eliocentrismo copernicano pubblicata nel 1543. Attraverso i suoi canoni esplicativi, Reinhold utilizzò come paradigma la posizione di Saturno alla nascita del Duca, il 17 maggio 1490. Con queste tavole, Reinhold intendeva rimpiazzare le tavole alfonsine; alle sue nuove tavole ne aggiunse altre ridondanti così che i compilatori di almanacchi, familiari con le vecchie tavole alfonsine, potessero eseguire tutti i passaggi in maniera analoga.
Parecchie tavole basate sulle tavole alfonsine furono pubblicate in seguito alla pubblicazione delle tavole prussiane. Le asserzioni eliocentriche di Copernico non avevano ancora convinto tutti gli astronomi europei a quel tempo. Piuttosto sembra che le tavole prussiane divennero popolari nei paesi di lingua tedesca per ragioni nazionalistiche e confessionali, e fu grazie ad esse che Copernico si creò la reputazione di abile matematico e di astronomo al pari di Tolomeo, e che i metodi copernicani per calcolare la posizione degli oggetti astronomici trovarono diffusione in tutto il Sacro Romano Impero. Esse alla fine rimpiazzarono le tavole alfonsine, che astronomi ed astrologi avevano utilizzato per 300 anni.
Cristoforo Clavio utilizzò le tavole pruteniche di Reinholds e il lavoro di Copernico come basi per la riforma del calendario voluta da Papa Gregorio XIII. Le tavole furono anche usate da marinai ed esploratori marini, che durante il XIV e il XV secolo avevano utilizzato la tavola delle stelle di Regiomontano.
Decenni più tardi, a Praga, Tycho Brahe e Giovanni Keplero compilarono le tavole rudolfine, basate sulle osservazioni astronomiche compiute da Tycho, le più vaste ed accurate fino a quel tempo. Keplero portò a compimento l'opera di Tycho e la pubblicò nel 1627.
In tempi moderni, Owen Gingerich, dopo aver scoperto una copia del De revolutionibus di Copernico piena di annotazioni effettuate da Reinhold, si convinse ad intraprendere ricerche sulla divulgazione sull'uso del De revolutionibus nei decenni successivi alla sua pubblicazione. Gingerich descrisse le sue ricerche e i risultati ottenuti, nonché il ruolo delle tavole pruteniche di Reinhold, nell'opera Alla ricerca del libro perduto. La storia dimenticata del trattato che cambiò il corso della scienza (Inglese: The Book Nobody Read: Chasing the Revolutions of Nicolaus Copernicus) del 2004.